# Аджерола
Аджерола (на италиански: Agerola) е град и община в Южна Италия.

## География
Аджерола е крайморски курортен град в област (регион) Кампания на провинция Салерно. Разположен е на северния бряг (на около 3 км от брега на морето) на Салернския залив. На около 45 км в източна посока се намира провинциалния център Салерно. На около 50 км на северозапад е град Неапол. След Аджерола в източна посока (на около 3 км) е град Амалфи. Той е град от Амалфийското крайбрежие. Население 7392 жители към 31 декември 2004 г.

## История
Аджерола е съществувала още в предримска епоха. По времето на Гален (130 – 200 г.) лекар и астролог при императорите Марк Аврелий, Луций Вер и Комод) е известна с произвежданото „много здравословно мляко“. Поради близостта си с Амалфи, влиза в състава на пристанищната република Амалфи и споделя с нея разцвета и упадъка ѝ.

## Архитектура
- Castello Lauritano

## Забележителности
Аджерола представлява естествена тераса над Амалфитанското крайбрежие. Била е любимо място за отдих на италианския философ, историк и критик Бенедето Кроче.
- Punta San Lazzaro
- Punta Belvedere
- Parco Corona.

## Икономика
Главен отрасъл в икономиката на Аджерола е морският туризъм.